# Velký Kundyš
Velký Kundyš (rusky Большой Кундыш, marijsky Кугу Кундыш) je řeka v Marijské republice a v Kirovské oblasti v Rusku. Je 173 km dlouhá. Povodí má rozlohu 1710 km².

## Průběh toku
Protéká středem bažin Volžsko-vetlužského polesí. Ústí do Velké Kokšagy (povodí Volhy).

## Vodní stav
Průměrný průtok ve vzdálenosti 25 km od ústí činí 5,5 m³/s. Zdrojem vody jsou převážně sněhové srážky.